# Karlsøya
Karlsøya es una isla del municipio de Karlsøy en Troms, Noruega. La isla se encuentra al sur de Vannøya y al noreste de Reinøya, a lo largo del lado oeste del Ullsfjorden. El único asentamiento conocido es Karlsøy, con 70 habitantes.
Fue durante años el centro del municipio (de la isla deriva el nombre). Es sede de la iglesia de Karlsøy. El nombre deriva del masculino Kalfr, que a su vez viene de Kalven. Su antiguo significado era la pequeña isla al lado de la más grande (en referencia a Vannøya).